# Bou Saâda
Bou Saâda, Bou Saada ou Boussada (em árabe: بو سعادة) é uma cidade e comuna localizada na província de M'Sila, Argélia. Segundo o censo de 2008, a população total da cidade era de 125 573 habitantes.